# THE RED MAGIC
『THE RED MAGIC』（ザ・レッド・マジック）は、日本のシンガーソングライター・AK-69が2011年1月26日にMS Entertainmentから発売したインディーズ6枚目のオリジナルアルバム。

## 概要
- 前作『THE CARTEL FROM STREETS』から約1年5ヶ月ぶりとなるオリジナルアルバム[3]。
- DVDを収録した初回限定盤と通常盤の2形態で発売された。
- 「前作を越える作品を作るためのプレッシャーがかなり強かった」と本人は語っている。
- 今作のヒットを受け、THE RED MAGIC特別仕様の壁紙、楽曲試聴用プレーヤーを公式サイトにて無料配布された。

## 収録曲
1. No.69 [3:18]
作詞：AK-69
プロデュース：RIMAZI、AK-69
2. THE RED MAGIC [4:10]
作詞：AK-69
プロデュース：RIMAZI、AK-69
今作の表題曲。
3. PUBLIC ENEMY [4:58]
作詞：AK-69
プロデュース：RIMAZI、AK-69
インディーズ5thシングルの表題曲。
4. JUDGMENT DAY [6:02]
作詞：AK-69
プロデュース：NATO、AK-69
5. MY TIME [4:04]
作詞：AK-69
プロデュース：DJ RYOW、AK-69
インディーズ5thシングルのカップリング曲。
6. CHAMPAGNE BOYZ [3:19]
作詞：AK-69
プロデュース：RIMAZI、AK-69
7. HOLLYWOOD feat. TWO-J [3:41]
作詞：AK-69、TWO-J
プロデュース：RYAN"RYU"YUICHI、AK-69
8. Skit [1:42]
作詞：AK-69、Tynice Hinton
プロデュース：NATO、AK-69
9. MIC TEST [3:59]
作詞：AK-69
プロデュース：RIMAZI、AK-69
10. I.M.P. feat. ANARCHY [4:51]
作詞：AK-69、ANARCHY
プロデュース：NATO、AK-69
11. I DON'T GIVE A FXXK feat. MACCHO [3:38]
作詞：AK-69、MACCHO
プロデュース：DJ Couz & onodub、AK-69
12. SOLDIERS SONG feat. CITY-ACE,G.B.L.,A-1,DUCK & MAKER,MINISTA K.C.,THREE-A,KJI,CRAY-G [4:59]
作詞：AK-69、CITY-ACE、G.B.L.、A-1、DUCK & MAKER、MINISTA K.C.、THREE-A、KJI、CRAY-G
プロデュース：RIMAZI、AK-69、CITY-ACE
13. 街模様 [4:07]
作詞：AK-69
プロデュース：DJ PMX、AK-69
14. IT'S OK feat. AI [4:59]
作詞：AK-69、AI
プロデュース：RIMAZI、AK-69、AI
15. BECAUSE YOU'RE MY SHAWTY [4:15]
作詞：AK-69
プロデュース：RIMAZI、AK-69
16. CUT SOLO feat. HI-D [5:17]
作詞：AK-69、HI-D
プロデュース：DJ☆GO、AK-69、HI-D

## 参加ミュージシャン
- AK-69：MC (全曲)

Additional Musician
- Kitty Brown：Chorus (#6)
- Tynice Hinton：Chorus (#8)